# Prefectura autónoma tibetana y qiang de Ngawa
Ngawa (en tibetano: རྔ་བ, wylie: rnga ba, ZWPY: Ngawa) también conocida por su nombre chino Aba (en chino, 阿坝; pinyin, Ābà) es una prefectura autónoma de la República Popular China localizada en la provincia de Sichuan, a una distancia aproximada de 300 kilómetros de la capital provincial. Limita al norte con la provincia de Gansu, al sur con Ya'an, al oeste con Ganzi y al este con Mianyang. Su capital es el Poblado de Barkam. La prefectura es la segunda más grande de la provincia en superficie, con sus 83 002 km², y su población total para 2020 superó los 820 mil habitantes.
La ciudad tiene forma de Telaraña, al estar rodeada de montañas su mayor población se concentra en las orillas de los ríos, entre ellos el Río Dadu, midiendo de largo 15 km y de ancho unos 900m.
El área fue el epicentro del terremoto de Sichuan de 2008.

## Toponimia
Se dice que la zona fue conocida como Ngariwa (región desarrollada por los Ngari) con el tiempo, el apócope "Ngawa" se utilizó como topónimo local.
Como las otras regiones autónomas, se caracteriza por estar asociada a un grupo étnico minoritario, en este caso, la tibetana y la qiang. La región recibió la condición de "autónoma" cuando se estableció la Prefectura autónoma tibetana y qiang de Ngawa en 1987.

## Administración
La prefectura autónoma de Ngawa se divide en 13 condados.
- Barkam 马尔康县 -འབར་ཁམས་རྫོང་
- Wenchuan  汶川县- ཝུན་ཁྲོན་རྫོང་
- Li 理县- ལི་རྫོང་
- Mao 茂县
- Songpan 松潘县- ཟུང་ཆུ་རྫོང་
- Jiuzhaigou 九寨沟县- གཟི་ཚ་སྡེ་དགུ་
- Jinchuan 金川县- ཆུ་ཆེན་རྫོང་
- Xiaojin 小金县- བཙན་ལྷ་རྫོང་
- Heishui 黑水县- ཁྲོ་ཆུ་རྫོང་
- Zamthang 壤塘县- འཛམ་ཐང་རྫོང་
- Ngawa 阿坝县- རྔ་བ་རྫོང་
- Zoigê 若尔盖县- མཛོད་དགེ་རྫོང་
- Hongyuan 红原县- རྐ་ཁོག་རྫོང་

## Historia
En la historia contemporánea, la mayor parte de Ngawa estuvo bajo la 16.ª Prefectura Administrativa de Sichuan (en chino: 四川省 第十六 行政 督察 区), establecida por la República de China.  La República Popular China derrotó a las tropas del Kuomintang en el área y  estableció la Prefectura Autónoma Tibetana de Sichuan en 1952. En 1956 fue renombrada Prefectura Autónoma Tibetana de Ngawa, y en 1987 pasó a llamarse con su nombre actual, Prefectura Autónoma Tibetana y Qiang de Ngawa.
El 12 de mayo de 2008, un terremoto de gran magnitud ocurrió en el condado Wenchuan, un área en el sudeste de esta prefectura autónoma, provocando 20.258 muertos, 45.079 heridos y 7.696 desaparecidos al 6 de junio de 2008.
A raíz de los disturbios en el Tíbet de 2008 se produjeron manifestaciones en la prefectura, donde el 15 de marzo la acción de las fuerzas policiales habría causado varias víctimas.
En la revista Geo de febrero de 2009, la fotógrafa francesa de origen chino Élisa Haberer describe la situación del Tíbet oriental en noviembre de 2008. Informa de sus entrevistas con tibetanos que permanecen anónimos por temor a represalias: «Aquí en Aba han muerto sesenta personas, trescientas son dadas por desaparecidas, ocho mil monjes han sido arrestados».

## Población
De acuerdo con los datos censales del año 2000, la población total de la prefectura era de 847 468 habitantes, con una densidad de 10,19 por km². Las principales nacionalidades eran la tibetana (53,72% de la población), la han (24,69%) y la qiang (18,28%). Los tres lenguajes principales son el tibetano, el mandarín y el qiang.

## Geografía
Ngawa se encuentra en el extremo sureste de la meseta Qinghai-Tíbet, en la zona donde convergen las montañas Hengduan del norte y las altas montañas y gargantas del noroeste.
Su relieve se caracteriza por la presencia de mesetas, montañas y profundos valles que descienden gradualmente desde el sureste hacia el noroeste. Esta región es bañada por los principales afluentes del río Yangtze y es el único territorio en Sichuan por donde fluye el río Amarillo, lo que la convierte en una fuente crucial de agua para los tramos superiores de ambos ríos.

## Clima
Debido a su ubicación montañosa la ciudad es muy fría en todo el año. El mes más frío es enero con 0 °C y el más caliente es julio con 20 °C en promedio.
| Parámetros climáticos promedio de Ngawa (1971−2000) | Parámetros climáticos promedio de Ngawa (1971−2000) | Parámetros climáticos promedio de Ngawa (1971−2000) | Parámetros climáticos promedio de Ngawa (1971−2000) | Parámetros climáticos promedio de Ngawa (1971−2000) | Parámetros climáticos promedio de Ngawa (1971−2000) | Parámetros climáticos promedio de Ngawa (1971−2000) | Parámetros climáticos promedio de Ngawa (1971−2000) | Parámetros climáticos promedio de Ngawa (1971−2000) | Parámetros climáticos promedio de Ngawa (1971−2000) | Parámetros climáticos promedio de Ngawa (1971−2000) | Parámetros climáticos promedio de Ngawa (1971−2000) | Parámetros climáticos promedio de Ngawa (1971−2000) | Parámetros climáticos promedio de Ngawa (1971−2000) |
| Mes                                                 | Ene.                                                | Feb.                                                | Mar.                                                | Abr.                                                | May.                                                | Jun.                                                | Jul.                                                | Ago.                                                | Sep.                                                | Oct.                                                | Nov.                                                | Dic.                                                | Anual                                               |
| --------------------------------------------------- | --------------------------------------------------- | --------------------------------------------------- | --------------------------------------------------- | --------------------------------------------------- | --------------------------------------------------- | --------------------------------------------------- | --------------------------------------------------- | --------------------------------------------------- | --------------------------------------------------- | --------------------------------------------------- | --------------------------------------------------- | --------------------------------------------------- | --------------------------------------------------- |
| Temp. máx. media (°C)                               | 10.4                                                | 13.2                                                | 16.5                                                | 19.5                                                | 21.9                                                | 23.4                                                | 24.7                                                | 25.0                                                | 21.6                                                | 18.3                                                | 14.6                                                | 10.4                                                | 18.3                                                |
| Temp. mín. media (°C)                               | −7.7                                                | −4.5                                                | −0.8                                                | 2.8                                                 | 6.4                                                 | 9.5                                                 | 10.8                                                | 10.2                                                | 8.1                                                 | 3.7                                                 | −2.8                                                | −7.3                                                | 2.4                                                 |
| Precipitación total (mm)                            | 2.7                                                 | 6.4                                                 | 23.1                                                | 52.1                                                | 108.0                                               | 155.0                                               | 128.0                                               | 104.5                                               | 131.0                                               | 65.1                                                | 7.9                                                 | 2.6                                                 | 786.4                                               |
| Días de precipitaciones (≥ 0.1 mm)                  | 2.8                                                 | 4.9                                                 | 10.1                                                | 14.9                                                | 20.0                                                | 22.4                                                | 20.5                                                | 18.0                                                | 19.8                                                | 15.3                                                | 4.7                                                 | 2.1                                                 | 155.5                                               |
| Horas de sol                                        | 200.8                                               | 178.4                                               | 187.3                                               | 189.3                                               | 184.2                                               | 153.4                                               | 161.1                                               | 177.3                                               | 142.0                                               | 164.3                                               | 193.8                                               | 201.4                                               | 2133.3                                              |
| Humedad relativa (%)                                | 44                                                  | 44                                                  | 49                                                  | 55                                                  | 64                                                  | 74                                                  | 76                                                  | 74                                                  | 79                                                  | 74                                                  | 57                                                  | 48                                                  | 61.5                                                |
| Fuente: China Meteorological Administration         |                                                     |                                                     |                                                     |                                                     |                                                     |                                                     |                                                     |                                                     |                                                     |                                                     |                                                     |                                                     |                                                     |

## Reserva de pandas gigantes
En el xiàn de Wenchuan, parte de la prefectura, se ubican los santuarios del panda gigante de Sichuan y la Reserva Natural Nacional Wolong, a 130 km de la capital de la provincia de Sichuan, Chengdu. La reserva fue establecida en 1963, y en 1979 fue seleccionada como reserva de la biosfera por la UNESCO. Es conocida por el Centro de Investigación de los Pandas Gigantes de Wolong, que se ocupa de la protección y la reproducción de los pandas gigantes. La reserva comprende una superficie aproximada de 7000 km² y alberga alrededor de 300 pandas gigantes, la mitad de ellos en estado salvaje; su importancia es notable por el hecho de que un censo de 2007 indicaba que solo quedan en el mundo cerca de 1600 de estos animales.